# جروسو (کلرادو)
جروسو (به انگلیسی: Jaroso) یک منطقهٔ مسکونی در ایالات متحده آمریکا است که در شهرستان کوستیا، کلرادو واقع شده‌است. جروسو ۲٬۳۰۹ متر بالاتر از سطح دریا واقع شده‌است.